# Aldehuela de los Guzmanes
Aldehuela de los Guzmanes es una entidad de población española del municipio de Cabrerizos, perteneciente a la provincia de Salamanca, en la comunidad autónoma de Castilla y León.

## Historia
Hacia mediados del siglo XIX, el lugar, ya por entonces perteneciente a Cabrerizos, tenía contabilizada una población de cuatro habitantes. Aparece descrito en el primer volumen del Diccionario geográfico-estadístico-histórico de España y sus posesiones de Ultramar de Pascual Madoz con las siguientes palabras:

ALDEHUELA DE LOS GUZMANES: desp. agregado al ayunt. y parr. de Cabrerizos (V), en la prov., part. jud. y ob. de Salamanca (1/4 leg.): sit. á orillas del Tormes; ocupa mas de 1/4 leg. de E. á O., otro tanto de N. á S. y 1 leg. de circunferencia, y linda al N. con la calzada que conduce á Madrid, al E. con térm. de Cabrerizos, y al S. y O. con el r.: se compone de unas 200 huebras, de pastos casi todas, en las que hay esparcidos bastantes fresnos, especialmente en dos manchones en que estan mas cuajados: estos pastos se aprecian mucho y son muy productivos por hallarse en la socampana de la capital y servir desde ant. para que veraneen las reses de los labradores de la misma; en el centro del térm. de este desp. hubo una casa con su torre cudrada, único resto que de ella se ha conservado, en un estado muy ruinoso, y que vulgarmente se llama en el pais, Castillo de la Aldehuela: hay tambien junto al camino otras tres casas una de las cuales suele servir de taberna con 1 vec. y 4 hab. Riqueza terr. prod. 60,300 rs.: imp.: 3,015 rs. Este sitio, que no deja de ser agradable, y que srive de recreo á los hab. de la c. en algunas festividades, especialmente en las madrugadas de los dias de San Juan y San Pedro, pertenece al señ. del marqués de Almarza por 3/5, y al de Montellano por los otros 2/5.
(Madoz, 1845, p. 514)

En 2023, la entidad singular de población tenía empadronados 108 habitantes y el núcleo de población, los mismos.